# Ibrahim Kodra
Ibrahim Shaban Kodra (ur. 22 kwietnia 1918 w Ishem k. Durrësu, zm. 7 lutego 2006 w Mediolanie) – albański malarz.

## Życiorys
Był synem Murata. W 1929 jeszcze jako dziecko trafił na dwór króla Zoga I, gdzie doceniono jego talent artystyczny. Uczył się w Szkole Technicznej Harry’ego Fultza w Tiranie, a jednocześnie pobierał lekcje rysunku u rzeźbiarza Odhise Paskaliego. W 1938 uzyskał stypendium rządu włoskiego dla młodzieży utalentowanej artystycznie i mógł podjąć studia w Akademii Sztuk Pięknych Brera w Mediolanie. W 1943, w Mediolanie wystawił po raz pierwszy publicznie swoje obrazy. W 1948 prezentował swoje dzieła w rzymskim Art-Clubie, gdzie spotkał po raz pierwszy Picassa. Prace Kodry znalazły się na wystawie zbiorowej razem z dziełami Picassa, Rouaulta i Dufy’ego w Mostra del Disegno w Chiavari. Wystawiał swoje prace także w Stone Gallery w Newcastle, w nowojorskim Princess Hall, a także w Zurychu i Prisztinie. W okresie komunizmu, Kodra był w swojej ojczyźnie uznawany za wroga, tworzącego w stylu dalekim od obowiązującego wzorca socrealizmu.
W 1996 po raz pierwszy przyjechał do Albanii po długiej przerwie. W Tiranie odebrał z rąk ówczesnego prezydenta Salego Berishy nagrodę państwową, za całokształt twórczości. W listopadzie 1998 uczestniczył w otwarciu wystawy malarstwa albańskiego i włoskiego w Narodowym Muzeum Historycznym w Tiranie.
Pozostawił po sobie co najmniej 2 tys. różnego rodzaju obrazów i szkiców, w większości nawiązujących do kubizmu. Oprócz prywatnych kolekcji obrazy Kodry znajdują się w Muzeum Watykańskim, a także na ścianach budynku, w którym toczą się obrady Izby Deputowanych włoskiego parlamentu. Mniej znana jest jego twórczość poetycka, pisał głównie w języku włoskim.
Po śmierci jego szczątki sprowadzono do Albanii. Spoczywa w grobowcu, znajdującym się u wejścia do osmańskiej twierdzy w Ishëm. W 2000 ukazały się wspomnienia Kodry, w opracowaniu Bujara Hudhriego. Imię Kodry noszą ulice w Tiranie i w Durrësie, a także biblioteka w Campomarino.

## Nagrody
- Order Nderi i Kombit (Honor Narodu), przyznany przez Prezydenta Albanii w 1996 roku[1].

## Dzieła

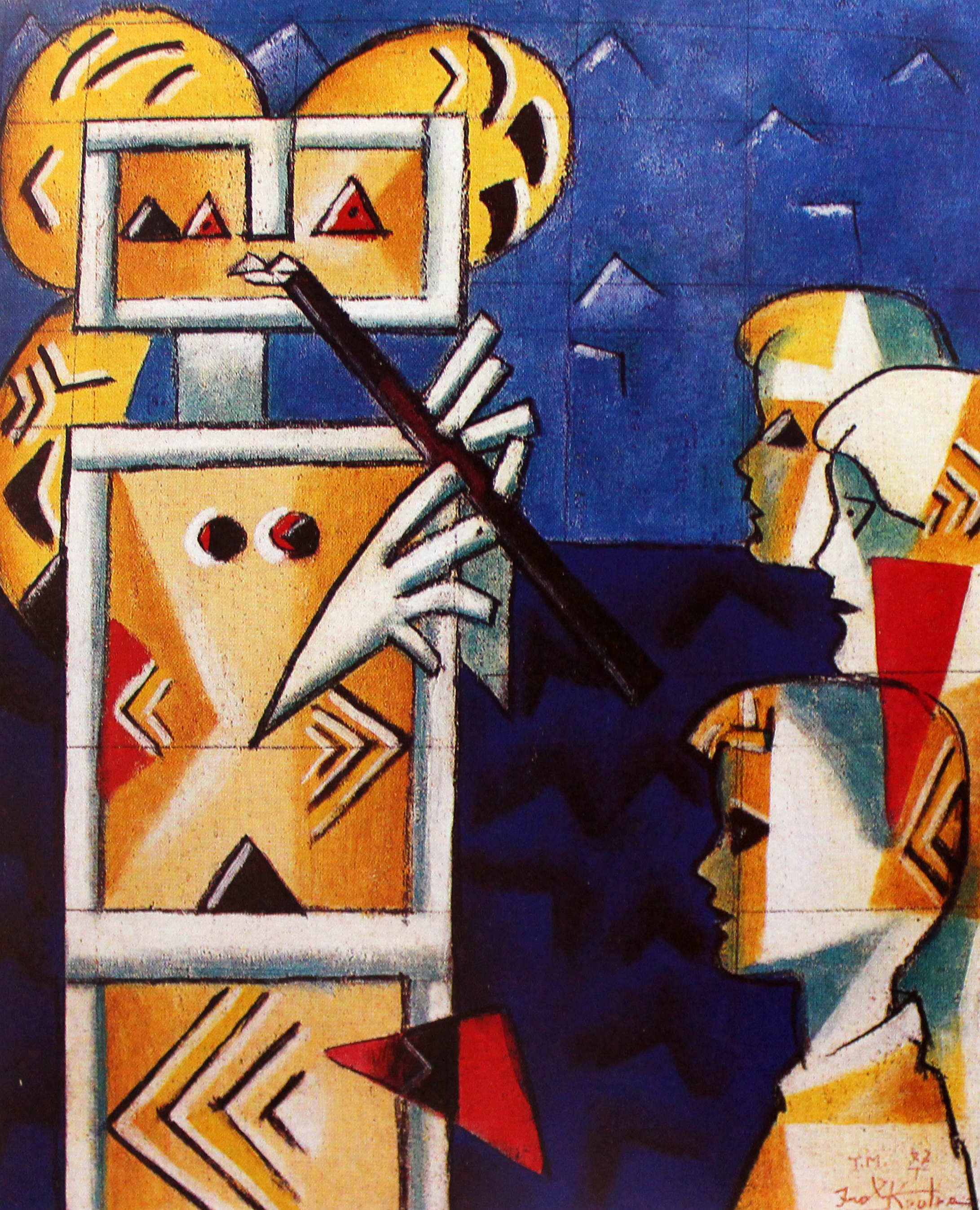
Music Lesson (80×100, olej na płótnie, 1997)
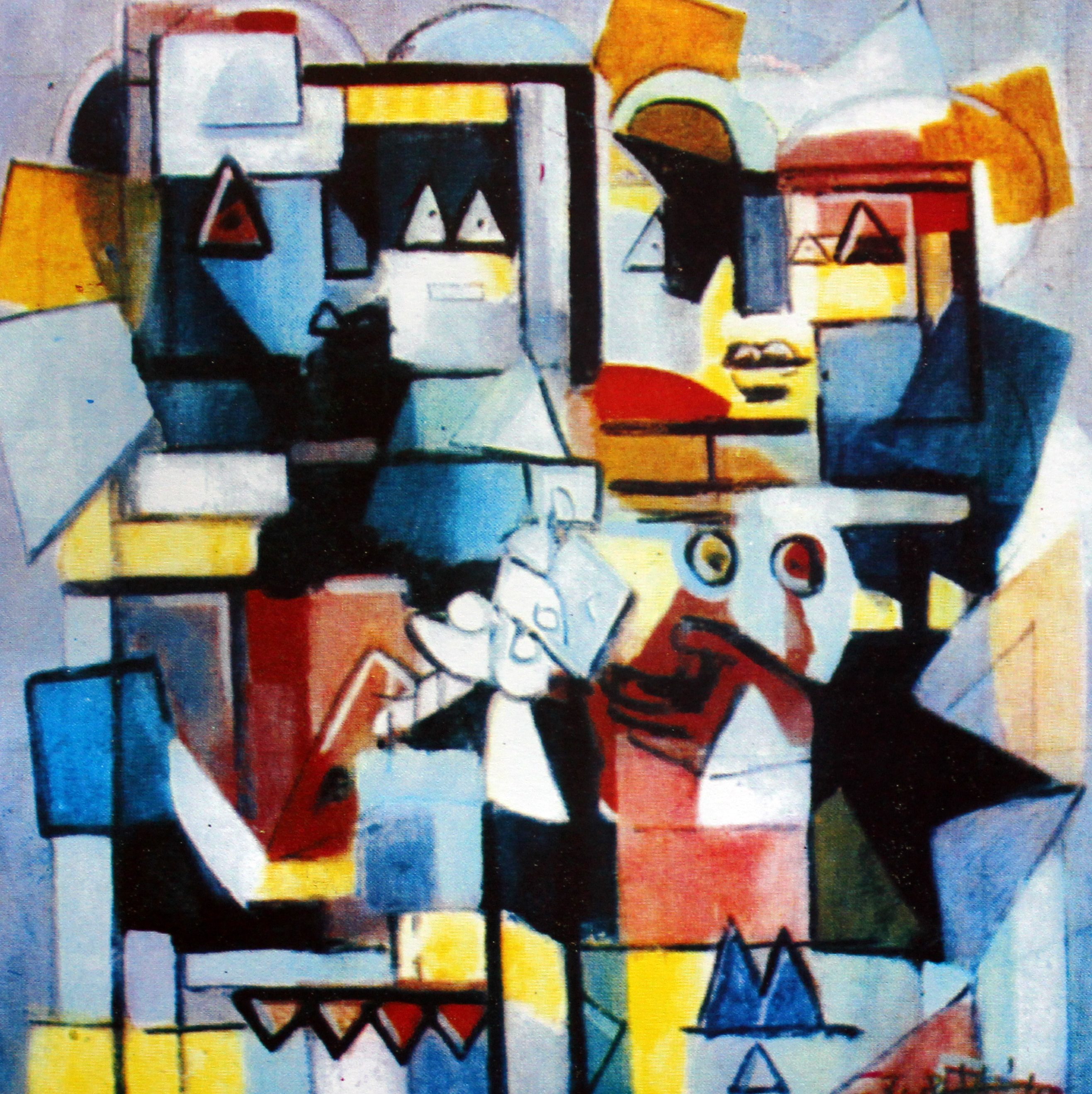
the date (80×100, olej na płótnie, 1987)
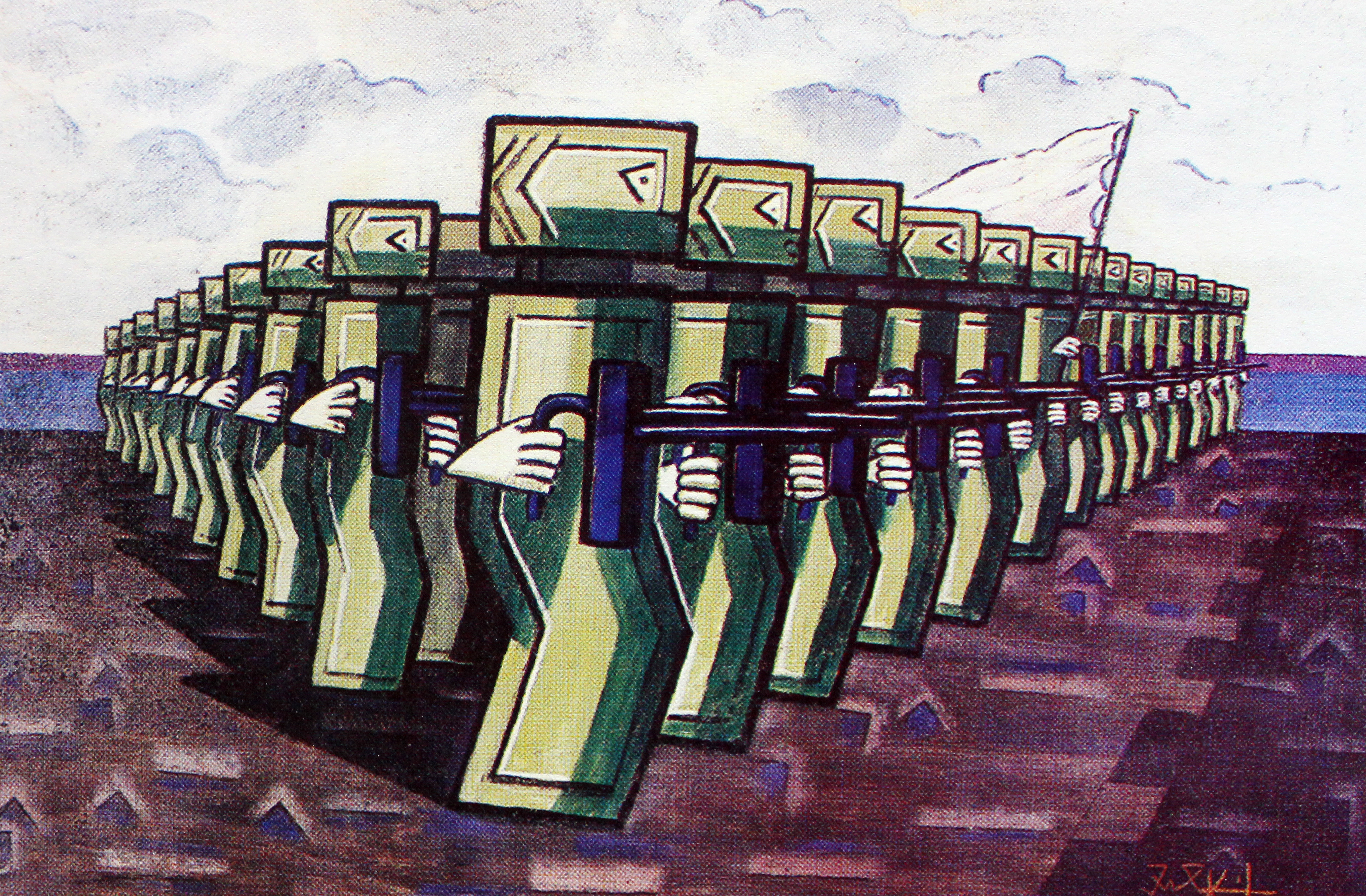
The war for peace (80×100, olej na płótnie, 1977)
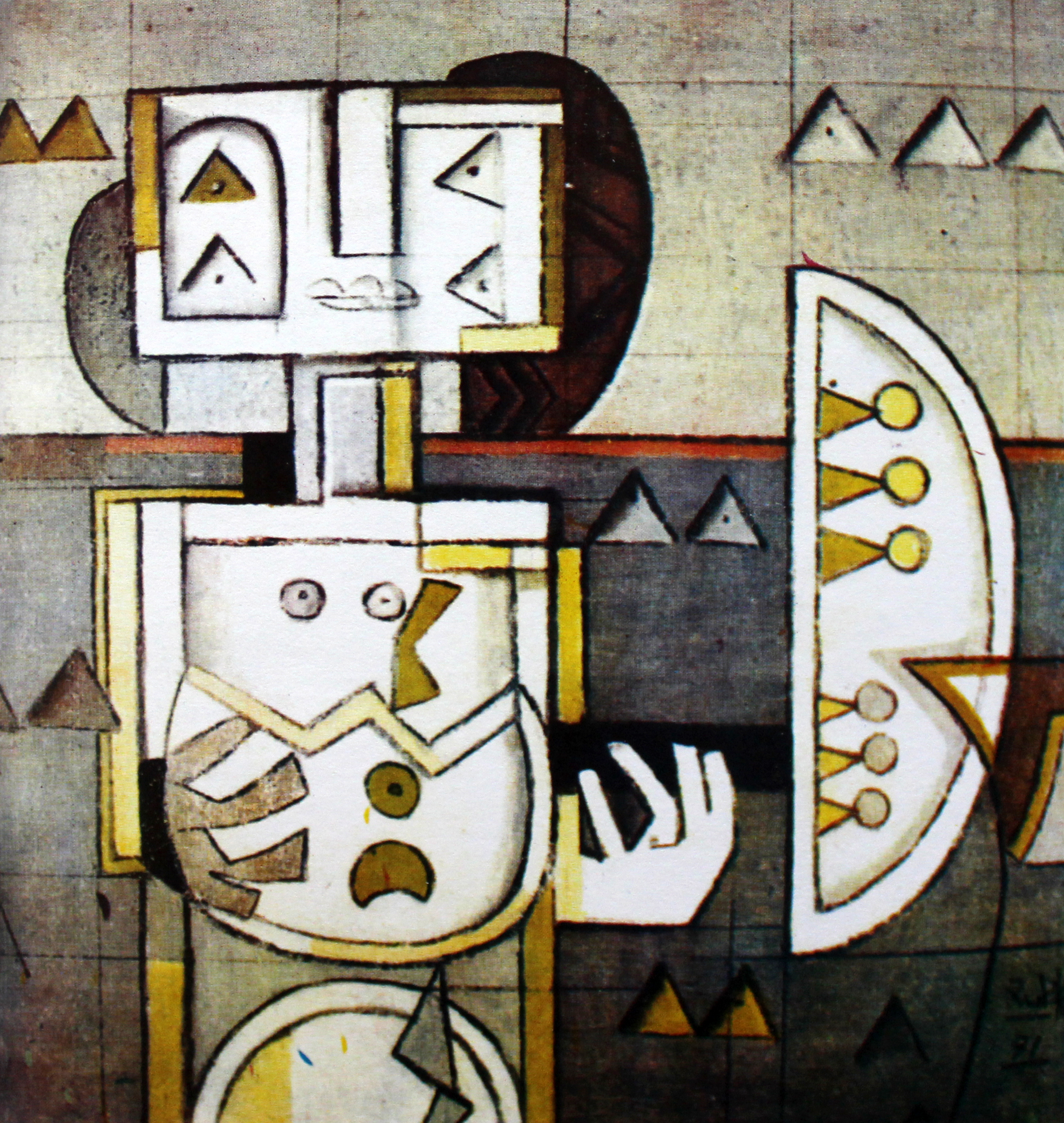
The birth of the idol (80×100, olej na płótnie, 1971)
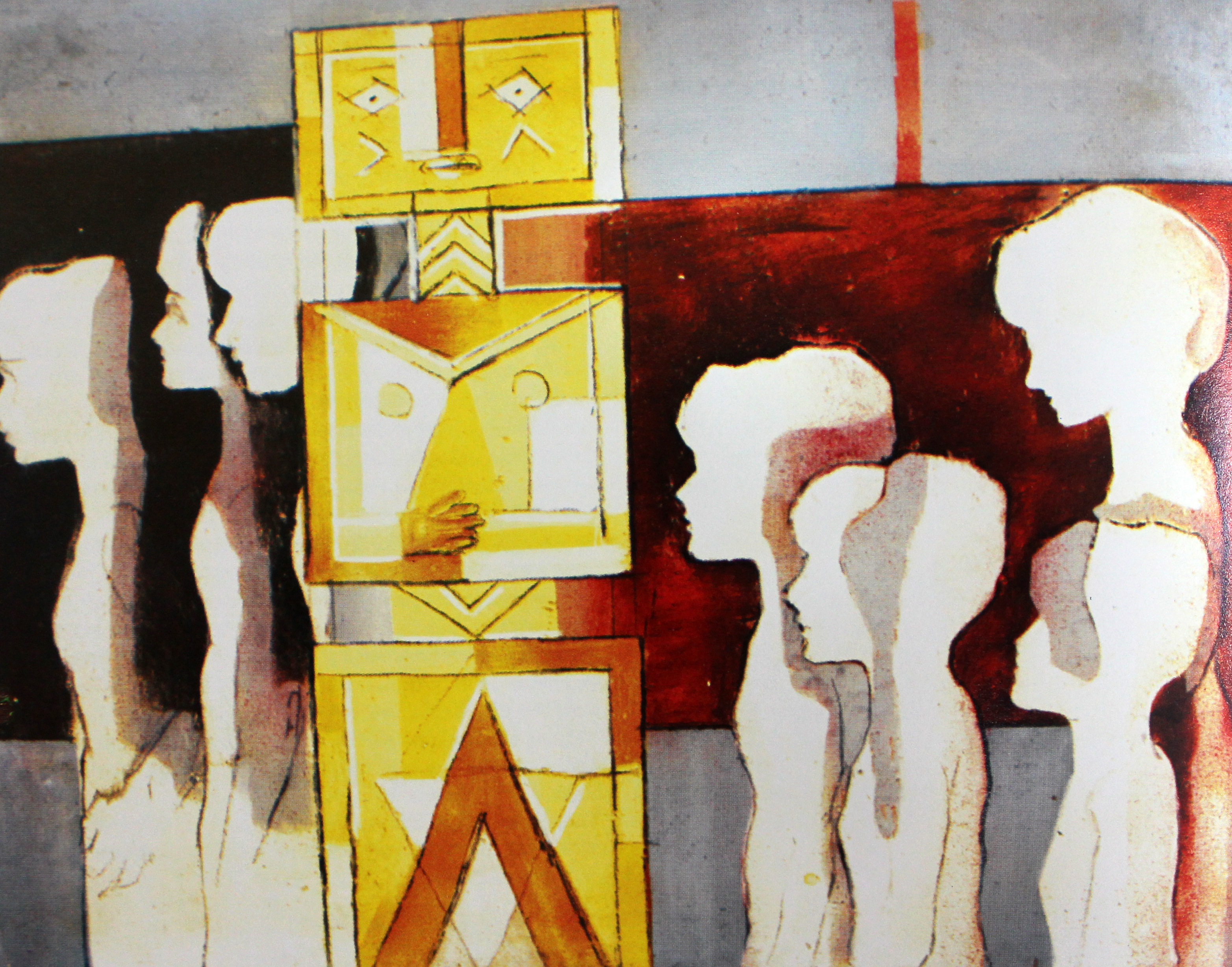
Seeking new idols (80×100, olej na płótnie, 1968)
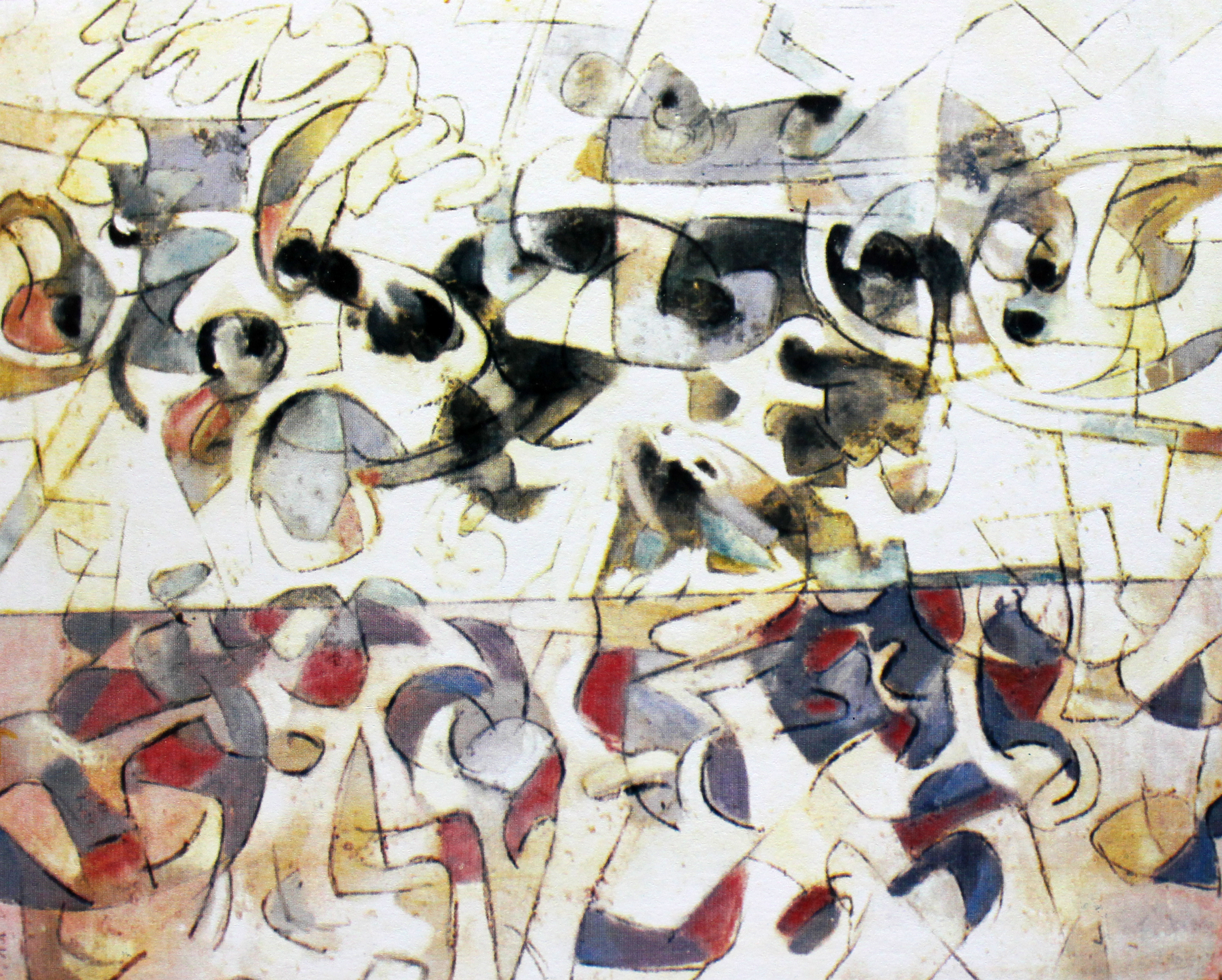
The sea (80×100, olej na płótnie, 1968)